# Prince Albert City (circonscription saskatchewanaise)
Pour les articles homonymes, voir Prince Albert.
Circonscription électorale provinciale du Canada
Prince Albert City (ensuite Prince Albert) est une ancienne circonscription électorale provinciale de la Saskatchewan au Canada. Elle est représentée à l'Assemblée législative de la Saskatchewan de 1905 à 1967 et de 1975 à 1995.
Prince Albert City fait partie des 25 circonscriptions initiales suivant la création de la Saskatchewan en 1905.
Une circonscription fédérale nommée Prince Albert existe de 1908 à 1988 et depuis 1997.

## Géographie
La circonscription est basée autour de la ville de Prince Albert.

## Liste des députés
1905-1967
| Parlement                                                                              | Années             | Député                             | Député                       | Parti                  |
| Prince Albert City                                                                     | Prince Albert City | Prince Albert City                 | Prince Albert City           | Prince Albert City     |
| -------------------------------------------------------------------------------------- | ------------------ | ---------------------------------- | ---------------------------- | ---------------------- |
| 1re                                                                                    | 1905–1907          |                                    | John Henderson Lamont (en)   | Libéral                |
| 1re                                                                                    | 1907-1908          | William Ferdinand Alphonse Turgeon |                              | Libéral                |
| 2e                                                                                     | 1908-1912          |                                    | John Ernest Bradshaw (en)    | Provincial Rights (en) |
| 3e                                                                                     | 1912–1917          | Progressiste-conservateur          | John Ernest Bradshaw (en)    |                        |
| Prince Albert                                                                          |                    |                                    |                              |                        |
| 4e                                                                                     | 1917–1921          |                                    | Charles McDonald (en)        | Libéral                |
| 5e                                                                                     | 1921–1925          |                                    | Charles McDonald (en)        | Libéral                |
| 6e                                                                                     | 1925–1929          | Thomas Clayton Davis               |                              | Libéral                |
| 7e                                                                                     | 1929–1934          | Thomas Clayton Davis               |                              | Libéral                |
| 8e                                                                                     | 1934–1938          | Thomas Clayton Davis               |                              | Libéral                |
| 9e                                                                                     | 1938–1939          | Thomas Clayton Davis               |                              | Libéral                |
| 9e                                                                                     | 1939-1944          | Harold John Fraser (en)            |                              | Libéral                |
| 10e                                                                                    | 1944–1948          |                                    | Lachlan Fraser McIntosh (en) | CCF                    |
| 11e                                                                                    | 1948–1952          |                                    | Lachlan Fraser McIntosh (en) | CCF                    |
| 12e                                                                                    | 1952–1956          |                                    | Lachlan Fraser McIntosh (en) | CCF                    |
| 13e                                                                                    | 1956–1960          |                                    | Lachlan Fraser McIntosh (en) | CCF                    |
| 14e                                                                                    | 1960–1962          |                                    | Lachlan Fraser McIntosh (en) | CCF                    |
| 14e                                                                                    | 1962-1964          |                                    | David Steuart                | Libéral                |
| 15e                                                                                    | 1964–1967          |                                    | David Steuart                | Libéral                |
| Circonscription redistribuée parmi Prince Albert East-Cumberland et Prince Albert West |                    |                                    |                              |                        |

1975-1991
| Parlement                                                                           | Années                                                            | Député                                                            | Député                                                            | Parti                                                             |
| Prince Albert                                                                       | Prince Albert                                                     | Prince Albert                                                     | Prince Albert                                                     | Prince Albert                                                     |
| Circonscription issue de Prince Albert East et Prince Albert West                   | Circonscription issue de Prince Albert East et Prince Albert West | Circonscription issue de Prince Albert East et Prince Albert West | Circonscription issue de Prince Albert East et Prince Albert West | Circonscription issue de Prince Albert East et Prince Albert West |
| ----------------------------------------------------------------------------------- | ----------------------------------------------------------------- | ----------------------------------------------------------------- | ----------------------------------------------------------------- | ----------------------------------------------------------------- |
| 18e                                                                                 | 1975–1978                                                         |                                                                   | Mike Feschuk                                                      | Néo-démocrate                                                     |
| 19e                                                                                 | 1978–1982                                                         |                                                                   | Mike Feschuk                                                      | Néo-démocrate                                                     |
| 20e                                                                                 | 1982–1986                                                         |                                                                   | John Paul Meagher (en)                                            | Progressiste-conservateur                                         |
| 21e                                                                                 | 1986–1991                                                         |                                                                   | Myron Kowalsky (en)                                               | Néo-démocrate                                                     |
| Circonscription redistribuée parmi Prince Albert Carlton et Prince Albert Northcote |                                                                   |                                                                   |                                                                   |                                                                   |

## Résultats électoraux
Prince Albert (1975-1991)

Prince Albert (1917-1967)

Prince Albert City (1905-1917)